# Người da xanh nhỏ bé

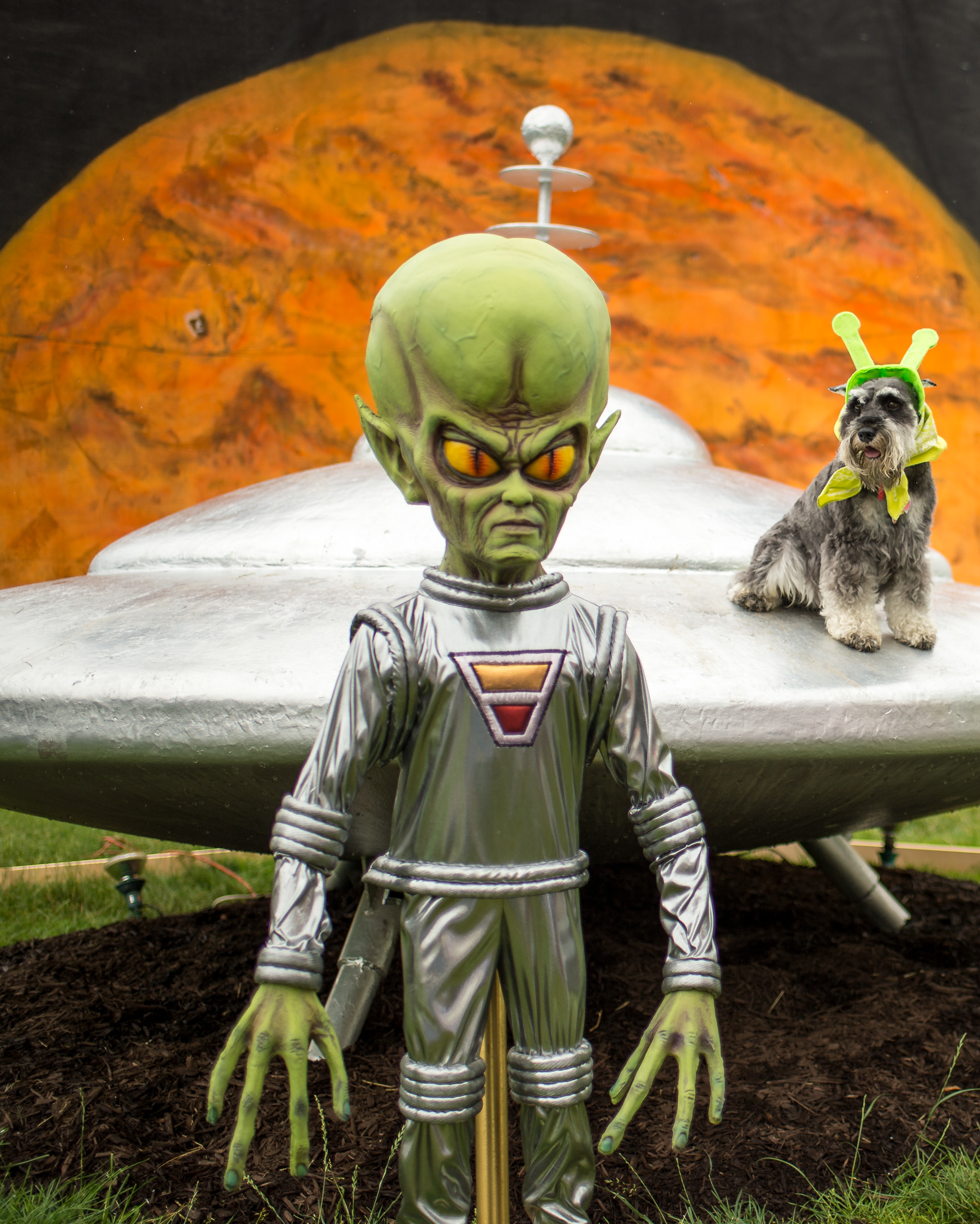
Một hình ảnh điển hình về người da xanh nhỏ bé.

Người da xanh nhỏ bé (tiếng Anh: little green men) là sự miêu tả khuôn mẫu về người ngoài hành tinh là những sinh vật dạng người nhỏ bé với làn da màu xanh lá cây và đôi khi có râu trên đầu. Thuật ngữ này đôi khi cũng được sử dụng để mô tả gremlin, những sinh vật thần thoại được biết đến với việc gây ra sự cố trong máy bay và các thiết bị cơ khí. Ngày nay, những sinh vật này thường được kết hợp với một chủng loài ngoài hành tinh được cho là chủng Xám (Greys), có màu da được mô tả không phải là xanh lá cây mà là màu xám.
Trong các báo cáo về đĩa bay vào những năm 1950, thuật ngữ "người da xanh nhỏ bé" được sử dụng phổ biến để chỉ người ngoài hành tinh. Trong một trường hợp kinh điển, vụ chứng kiến sinh vật lạ ở Kelly–Hopkinsville vào năm 1955, hai người đàn ông vùng nông thôn Kentucky đã mô tả một cuộc chạm trán được cho là với người ngoài hành tinh có màu bạc kim loại, ngoại hình hơi giống người, cao không quá 4 feet (1 m). Sử dụng sự phóng túng về mặt báo chí và làm sai lệch lời kể của các nhân chứng, nhiều bài báo đã sử dụng thuật ngữ "người da xanh nhỏ bé" khi viết câu chuyện này.

## Định nghĩa

### Trước năm 1947

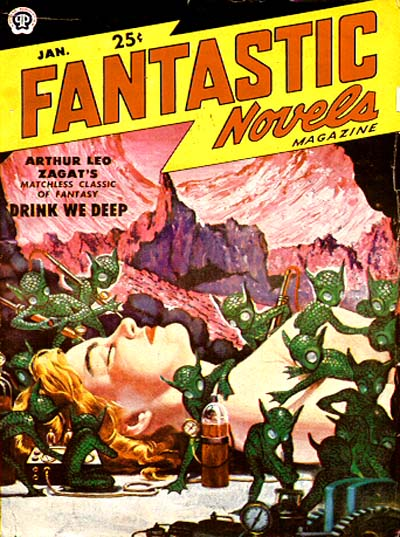
Người ngoài hành tinh trong cuốn tiểu thuyết của Arthur Leo Zagat mang tên Drink We Deep khắc họa người da xanh nhỏ bé trên trang bìa của tạp chí Fantastic Novels số tháng 1 năm 1951

Việc sử dụng thuật ngữ này rõ ràng có trước biến cố năm 1955; Ví dụ, ở Anh, việc ám chỉ những người da xanh nhỏ bé hoặc trẻ em da xanh bắt nguồn từ những đứa trẻ da xanh làng Woolpit thế kỷ 12, mặc dù chính xác thời điểm thuật ngữ này lần đầu tiên được áp dụng cho người ngoài hành tinh rất khó xác định. Trong tác phẩm châm biếm lịch sử A History of New York (1809), tác giả người Mỹ Washington Irving đã mô tả Lunatics (hoặc cư dân từ Mặt Trăng) là "hạt đậu xanh," trái ngược với cư dân "da trắng" trên Trái Đất.
Nhà nghiên cứu văn hóa dân gian Chris Aubeck đã sử dụng tìm kiếm điện tử trên các tờ báo cũ và tìm thấy một số trường hợp có niên đại từ khoảng đầu thế kỷ 20 đề cập đến người ngoài hành tinh da xanh lá cây. Aubeck  tìm thấy một câu chuyện từ năm 1899 trong tờ Atlanta Constitution, về một người ngoài hành tinh da xanh nhỏ bé, trong một câu chuyện có tên Green Boy From Hurrah, "Hurrah" là một hành tinh khác, có lẽ là Sao Hỏa. Edgar Rice Burroughs có nhắc đến "người da xanh Sao Hỏa" và "người phụ nữ da xanh Sao Hỏa" trong cuốn tiểu thuyết khoa học viễn tưởng đầu tiên của ông xuất bản năm 1912 nhan đề A Princess of Mars (Công chúa Hỏa tinh), mặc dù cao từ 10 đến 12 feet, họ hầu như không "nhỏ bé". Tuy nhiên, lần đầu tiên sử dụng cụm từ cụ thể "người da xanh nhỏ bé" để chỉ người ngoài hành tinh mà Aubeck tìm thấy có từ năm 1908 trên Tạp chí Daily Kennebec Journal (Augusta, Maine), trong trường hợp này người ngoài hành tinh lại là người Sao Hỏa. Năm 1910 (hoặc 1915), một "người da xanh nhỏ bé" được cho là bị bắt từ con tàu vũ trụ bị rơi của mình ở Apulia, phía đông nam nước Ý.
Người ngoài hành tinh da xanh nhanh chóng xuất hiện trên trang bìa của nhiều tạp chí giật gân khoa học viễn tưởng từ những năm 1920 đến 1950 với hình ảnh của Buck Rogers và Flash Gordon chiến đấu với quái vật ngoài hành tinh xanh. Ví dụ in tài liệu đầu tiên liên kết cụ thể "người da xanh nhỏ bé" với tàu vũ trụ ngoài Trái Đất là trong một tờ báo châm biếm sự hoảng loạn của công chúng sau buổi phát sóng Halloween War of the Worlds nổi tiếng của Orson Welles vào ngày 31 tháng 10 năm 1938. Chuyên mục của phóng viên Bill Barnard trên tờ Corpus Christi Times ngày hôm sau bắt đầu, "Mười ba người da xanh nhỏ bé từ Sao Thủy bước ra khỏi tàu vũ trụ của họ tại Cliff Maus Field [sân bay địa phương] vào chiều hôm qua để có một chuyến thăm thiện chí tới Corpus Christi" và kết thúc bằng, "Sau đó, 13 người da xanh nhỏ bé đã lên tàu vũ trụ của họ và bay đi." Sự quen thuộc với thuật ngữ được sử dụng cho thấy đây có lẽ không phải là trường hợp đầu tiên nó được áp dụng cho người ngoài hành tinh trong tàu vũ trụ.

### Từ sau năm 1947

Tranh vẽ minh họa người da xanh nhỏ bé hiện nay.

Năm 1946, Harold M. Sherman xuất bản một cuốn sách khoa học viễn tưởng giật gân có tựa đề The Green Man: A Visitor From Space. Hình bìa minh họa là một con người có thân hình bình thường và cân đối, dù có nước da xanh lá cây. Các chuyên mục tổng hợp trên toàn quốc của nhà văn khôi hài Hal Boyle đã nói về một người da xanh đến từ Sao Hỏa trong chiếc đĩa bay của anh ta vào đầu tháng 7 năm 1947 suốt trong thời kỳ đỉnh cao của hiện tượng đĩa bay hoàn toàn mới ở Mỹ bắt đầu vào ngày 24 tháng 6 sau vụ chứng kiến nổi tiếng của Kenneth Arnold và sự cố UFO tại Roswell. Tuy nhiên, Boyle không mô tả người Sao Hỏa xanh của mình là "nhỏ bé".
Năm 1951, một cuốn sách khoa học viễn tưởng có tựa đề "The Case of the Little Green Men" do Mack Reynolds xuất bản, kể về một thám tử tư được thuê để điều tra những người ngoài hành tinh cải trang sống giữa cộng đồng loài người. Khi anh ta được thuê, thám tử gọi một cách chế nhạo và quen thuộc với những người ngoài hành tinh trong đĩa bay là "người da xanh nhỏ bé". Hình bìa minh họa đáng chú ý là mô tả LGM với chiếc ăng ten cổ điển nhô ra khỏi đầu. Mack Reynolds tiếp tục viết tiểu thuyết Star Trek đầu tiên vào năm 1968 (Mission to Horatius). Đến đầu năm 1950, những câu chuyện bắt đầu lan truyền trên báo về những sinh vật bé nhỏ được tìm thấy sau những vụ rơi đĩa bay. Mặc dù phần lớn bị coi là trò lừa bịp, một số câu chuyện từ các nguồn về người ngoài hành tinh nhỏ bé cuối cùng đã được đưa vào cuốn sách nổi tiếng năm 1950 Behind the Flying Saucers của nhà báo Frank Scully thường viết chuyên mục trên tạp chí Variety. Một nhân chứng tường thuật việc nhìn thấy đĩa bay cho một tờ báo ở Wichita, Kansas vào tháng 6 năm 1950 đã nói rằng ông ta nhìn thấy "hoàn toàn không có những người da xanh nhỏ bé với quả trứng trên râu của họ".
Tương tự như vậy, các tìm kiếm điện tử cho thấy rằng "người da xanh nhỏ bé" được sử dụng cụ thể để đề cập đến khoa học viễn tưởng và đĩa bay ít nhất vào năm 1951 trên tờ New York Times và Washington Post (trên tờ Post, một bài phê bình cuốn sách về tiểu thuyết khoa học viễn tưởng/huyền bí có tên The Little Green Man), và năm 1952 trên tờ Los Angeles Times và Chicago Tribune (tờ Tribune chế giễu những bản tin đĩa bay sử dụng một "người da xanh nhỏ bé với chấm bi hồng"). Ví dụ tiếp theo về việc tờ New York Times sử dụng thuật ngữ này xuất hiện từ năm 1955 trong một bài phê bình sách châm biếm khoa học viễn tưởng có tên là  Martians, Go Home. Người Sao Hỏa là những "người da xanh nhỏ bé" đáng ghét với vẻ ngoài "đúng như lời tiên tri". Trong một ví dụ sau đó, sau một loạt các vụ nhìn thấy UFO được công bố rộng rãi trên toàn quốc vào tháng 11 năm 1957, nhà báo chuyên mục Washington là Frederick Othman đã viết: "Đại dịch Đĩa bay mới đang bùng nổ. Khắp vùng đất này lại là đĩa bay... Không ít người da xanh nhỏ bé đã leo ra khỏi những phi thuyền này cho đến nay, nhưng trong vài ngày nữa tôi sẽ không ngạc nhiên ..."

## Thiên văn học
Năm 1967, Jocelyn Bell Burnell và Antony Hewish trường Đại học Cambridge, Vương quốc Anh đã mệnh danh sao xung LGM-1 được phát hiện đầu tiên dành cho "người da xanh nhỏ bé" bởi vì tín hiệu dao động đều đặn của nó gợi ý một nguồn gốc thông minh khả dĩ. Tên của nó sau đó được đổi thành CP 1919, và bây giờ được gọi là PSR B1919+21.